# Ratio de Treynor
Le ratio de Treynor est un indicateur financier utilisé pour évaluer la rentabilité d'un portefeuille.

## Introduction
Jack Treynor est un économiste qui en 1965 créa le ratio suivant, qui porta son nom « ratio de Treynor » (appelé aussi reward to Volatility Ratio).

## Formule et explications
{\displaystyle Ti={\frac {(Ri-Rf)}{Bi}}}
Ti est le ratio de Treynor, Ri est la rentabilité du portefeuille i, Rf est le taux sans risque, Bi est le beta du portefeuille i.
Plus ce ratio est élevé, plus le portefeuille présente une rentabilité intéressante par rapport au risque couru.